# Escenario de Júpiter saltador

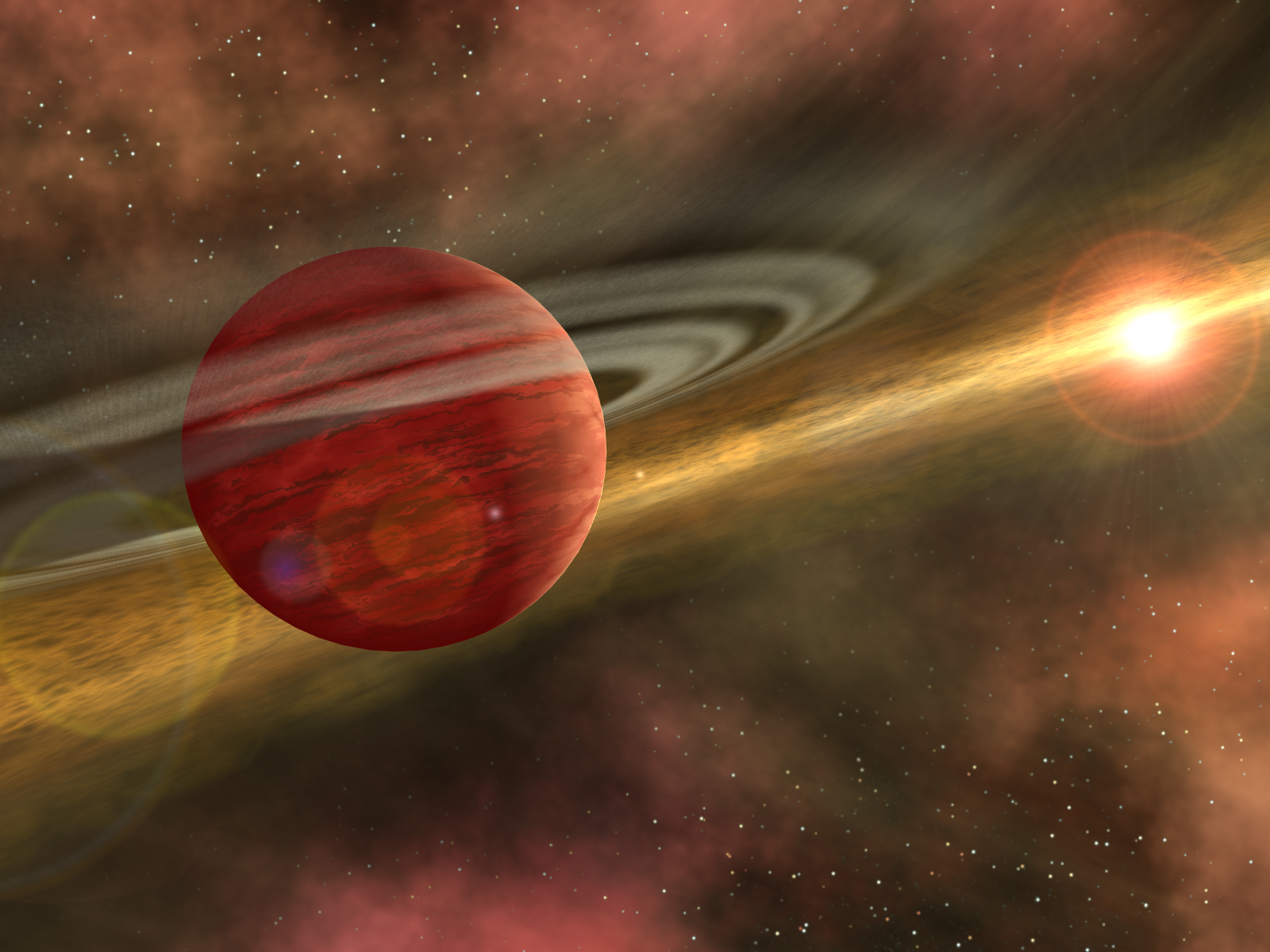
Recreación artística de la formación de un planeta similar a Júpiter, a partir de una nube de gas y polvo.

El escenario de Júpiter saltador (nombre original en inglés: Jumping-Jupiter scenario) analiza la evolución de una migración planetaria a gran escala, descrita por el Modelo de Niza. Postula que un planeta gigante helado (Urano, Neptuno o un quinto planeta adicional con la misma masa que Neptuno) se desplazó hacia dentro del sistema solar atraído por Saturno y luego hacia el exterior arrastrado por Júpiter, causando la brusca (en términos cosmológicos) separación de sus órbitas.
Esta hipótesis fue propuesta por RamonBrasser, Alessandro Morbidelli, Rodney Gomes, Kleomenis Tsiganis y Harold Levison, tras observar que sus estudios revelaran que los modelos en los que se consideraba una suave migración divergente de Júpiter y Saturno daban como resultado un sistema solar significativamente diferente del sistema solar actual. El barrido de resonancias seculares a través del sistema solar interno durante una migración gradual podría incrementar la excentricidad orbital de los planetas terrestres más allá de los valores actuales y dejar un cinturón de asteroides con una proporción excesiva de objetos con inclinación orbital de alta a baja. La separación paso a paso de Júpiter y Saturno descrita en el escenario de Júpiter saltador puede permitir que estas resonancias se expandan rápidamente por el Sistema Solar interior sin alterar las órbitas excesivamente, aunque los planetas terrestres sigan siendo sensibles a su efecto. El escenario de Júpiter saltador también da lugar a una serie de otras diferencias con el modelo original de Niza. La fracción de impactadores lunares del núcleo del cinturón de asteroides durante el bombardeo intenso tardío se reduce significativamente, la mayoría de los asteroides troyanos de Júpiter se capturan durante los encuentros de Júpiter con el gigante de hielo, como satélites irregulares de Júpiter. La probabilidad de preservar cuatro planetas gigantes en órbitas parecidas a las actuales parece aumentar si el Sistema solar inicial contenía originalmente un quinto gigante helado adicional, que sería expulsado por Júpiter al espacio exterior. Sin embargo, sigue siendo un resultado atípico, como también lo es la preservación de las órbitas actuales de los planetas terrestres.

## Antecedentes

### Modelo de Niza original
En el Modelo de Niza original, un cruce de resonancias desemboca en una inestabilidad dinámica que altera rápidamente las órbitas de los planetas gigantes. El modelo original de Niza comienza con los planetas gigantes en una configuración compacta, con órbitas casi circulares. Inicialmente, las interacciones con los planetesimales que se originan en un disco externo impulsan una lenta migración divergente de los planetas gigantes. Esta migración planetesimal dirigida continúa hasta que Júpiter y Saturno acoplan sus órbitas en resonancia 2:1 mutuamente. El acoplamiento en resonancia incrementa las excentricidades de Júpiter y Saturno. A su vez, el incremento de las excentricidades crea perturbaciones en Urano y Neptuno, aumentando sus excentricidades hasta que el sistema se vuelve caótico y las órbitas comienzan a cruzarse. Los encuentros gravitacionales entre los planetas dispersarían a Urano y Neptuno en el disco planetesimal. El disco quedaría interrumpido, dispersando muchos de los planetesimales en órbitas cruzando las de los planetas. Se iniciría una fase rápida de migración divergente de los planetas gigantes y continuaría hasta que se agotase el disco. La fricción dinámica durante esta fase amortiguaría las excentricidades de Urano y Neptuno, estabilizando el sistema. En simulaciones numéricas del modelo original de Niza, las órbitas finales de los planetas gigantes son similares a las actuales del sistema solar.

### Órbitas planetarias resonantes
Las versiones posteriores del modelo de Niza comienzan con los planetas gigantes en una serie de resonancias. Este cambio refleja algunos modelos hidrodinámicos del origen del sistema solar. En estos modelos, las interacciones entre los planetas gigantes y el disco de gas hacen que los planetas gigantes migren hacia la estrella central, en algunos casos convirtiéndose en objetos del tipo Júpiter caliente. Sin embargo, en un sistema de múltiples planetas, esta migración interna puede detenerse o revertirse si se produce una migración rápida del planeta más pequeño, capturado en una resonancia orbital externa. La hipótesis del gran viraje, que postula que la migración de Júpiter se invertiría a 1,5 UA tras la captura de Saturno en una resonancia, es un ejemplo de este tipo de evolución orbital. La resonancia en la que se capturaría Saturno, una resonancia 3:2 o 2:1, y la extensión de la migración hacia afuera (en su caso) depende de las propiedades físicas del disco de gas y de la cantidad de gas acumulado por los planetas. La captura de Urano y Neptuno en resonancias adicionales durante o después de esta migración hacia el exterior da como resultado un sistema cuádruple resonante, con varias combinaciones estables que han sido identificadas. Siguiendo la disipación del disco de gas, la resonancia cuádruple finalmente se rompe debido a las interacciones con planetesimales del disco externo. La evolución desde este punto se asemeja al modelo original de Niza con una inestabilidad que comienza poco después de que la resonancia cuádruple se rompe o después de un retraso durante el que la migración de planetesimales impulsa a los planetas a través de una resonancia diferente. Sin embargo, no hay un enfoque gradual para la resonancia 2:1, ya que Júpiter y Saturno comienzan en esta resonancia o la cruzan rápidamente durante la inestabilidad.

### Escape tardío de la resonancia
La agitación del disco externo producida por planetesimales masivos podría desencadenar una inestabilidad tardía en un sistema planetario multirresonante. Como las excentricidades de los planetesimales son excitadas por encuentros gravitacionales con objetos con la masa de Plutón, se produce una migración hacia el interior de los planetas gigantes. La migración, que ocurre incluso si no hay encuentros entre planetesimales y planetas, es impulsada por un acoplamiento entre la excentricidad orbital promedio del disco planetesimal y los semiejes mayores de las órbitas de los planetas exteriores. Debido a que los planetas están bloqueados en resonancia, la migración también da como resultado un aumento en la excentricidad del gigante helado interno. La excentricidad aumentada cambia la frecuencia de la precesión del gigante de hielo interno, lo que lleva al cruce de resonancias seculares. La resonancia cuádruple de los planetas exteriores se puede romper durante uno de estos cruces de resonancia secular. Los encuentros gravitacionales comienzan poco después, debido a la gran proximidad de los planetas en la configuración previamente resonante. El momento de la inestabilidad causada por este mecanismo, que suele ocurrir varios cientos de millones de años después de la dispersión del disco de gas, es bastante independiente de la distancia entre el planeta exterior y el disco planetesimal. En combinación con las condiciones iniciales actualizadas, este mecanismo alternativo para desencadenar una inestabilidad tardía se ha denominado Modelo de Niza 2.

### Encuentros planetarios con Júpiter
Los encuentros entre Júpiter y un gigante de hielo durante la migración de este último, son necesarios para reproducir el Sistema Solar actual. En una serie de tres artículos, Ramon Brasser, Alessandro Morbidelli, Rodney Gomes, Kleomenis Tsiganis y Harold Levison analizaron la evolución orbital del Sistema Solar durante la migración de planetas gigantes. El primer artículo demostró que los encuentros entre un gigante de hielo y al menos un gigante de gas eran necesarios para reproducir las oscilaciones de las excentricidades de los gigantes gaseosos. Los otros dos demostraron que si Júpiter y Saturno experimentaban una suave separación de sus órbitas impulsada por planetesimales, entonces los planetas terrestres tendrían órbitas que son demasiado excéntricas y muchos de los asteroides poseerían órbitas con grandes inclinaciones. Propusieron que el gigante de hielo se debió encontrar tanto con Júpiter como con Saturno, lo que provocó la rápida separación de sus órbitas, evitando así el barrido de resonancia secular responsable de la excitación de las órbitas en el Sistema Solar interior.
Incrementar las excentricidades orbitales de los planetas gigantes requiere encuentros entre ellos. Júpiter y Saturno poseen una modesta excentricidad, que oscila fuera de fase, con Júpiter alcanzando la máxima excentricidad cuando Saturno alcanza su mínimo y viceversa. Una migración suave de los planetas gigantes sin cruces en resonancia da como resultado excentricidades muy pequeñas. Los acoplamientos de resonancia excitan su excentricidsdes principales, con el acoplamiento en resonancia 2:1, reproduciendo la excentricidad actual de Júpiter, pero esta condición no genera las oscilaciones de sus excentricidades. La recreación de ambos requiere una combinación de cruces de resonancia y un encuentro entre Saturno y un gigante de hielo, o múltiples encuentros de un gigante helado con uno o ambos gigantes gaseosos.
Durante la suave migración de los planetas gigantes, la resonancia secular del quinto se expande por el sistema solar, excitando las excentricidades de los planetas terrestres. Cuando los planetas están en resonancia secular, las precesiones de sus órbitas se sincronizan, manteniendo sus orientaciones relativas y los momentos de giro medidos entre ellos tienden a fijarse. Los pares transfieren momento angular entre los planetas, causando cambios en sus excentricidades y, si las órbitas están inclinadas entre sí, sus inclinaciones. Si los planetas permanecen en resonancias seculares o cerca de ellas, estos cambios pueden acumularse y producir modificaciones significativas en la excentricidad y la inclinación. Durante un cruce de resonancia secular ν5, este hecho puede provocar la excitación de la excentricidad de los planetas terrestres, con la magnitud del aumento dependiendo de la excentricidad de Júpiter y el tiempo pasado en la resonancia secular. Para el Modelo de Niza original, el acoplamiento lento de Júpiter y Saturno en una resonancia 2:1 resulta en una interacción extendida de la resonancia secular ν5 con Marte, conduciendo su excentricidad a niveles que pueden desestabilizar el sistema solar interno, que potencialmente puede provocar colisiones entre planetas o la eyección de Marte. En versiones posteriores del modelo de Niza, la migración divergente de Júpiter y Saturno a través de (o desde) la resonancia 2:1 es más rápida y los cruces de resonancia ν5 cercanos de la Tierra y Marte son breves, evitando así la excitación excesiva de sus excentricidades en algunos casos. Venus y Mercurio, sin embargo, alcanzan excentricidades significativamente más altas que las observadas cuando la resonancia ν5 atraviesa más tarde sus órbitas.
Una migración suave de los planetas gigantes impulsada por planetesimales también da como resultado una distribución orbital del cinturón de asteroides diferente a la del cinturón de asteroides actual. A medida que barre el cinturón de asteroides, la resonancia secular ν16 excita las inclinaciones de los asteroides. Le sigue la resonancia secular ν6 que excita las excentricidades de los asteroides de inclinación orbital baja. Si el barrido de resonancia secular se produce durante una migración impulsada por planetesimales, que tiene una escala de tiempo de 5 millones de años o más, el cinturón de asteroides restante queda con una fracción significativa de asteroides con inclinaciones superiores a 20°, que son relativamente raras en el cinturón de asteroides actual. La interacción de la resonancia secular ν6 con la resonancia de movimiento medio 3:1 también deja un grupo prominente en el semieje mayor, distribución que no se observa. El barrido de resonancia secular también dejaría demasiados asteroides de gran inclinación si la migración del planeta gigante ocurriera temprano, con todos los asteroides inicialmente en baja excentricidad e inclinación orbitales, y también si las órbitas de los asteroides fueran excitadas por el paso de Júpiter durante el Gran Viraje.
Los encuentros entre un gigante de hielo y los dos planetas gaseosos, Júpiter y Saturno, aceleran la separación de sus órbitas, lo que limita los efectos de la resonancia secular en las órbitas de los planetas terrestres y los asteroides. Para evitar la excitación de las órbitas de los planetas y asteroides terrestres, las resonancias seculares deben propagarse rápidamente a través del sistema solar interior. La pequeña excentricidad de Venus indica que esto ocurrió en un período de tiempo de menos de 150.000 años, mucho más corto que en una migración impulsada por planetesimales. El barrido de resonancia secular se puede evitar en gran medida, sin embargo, si la separación de Júpiter y Saturno fue impulsada por la gravedad en los encuentros con un gigante de hielo. Estos encuentros deben conducir rápidamente a la relación del período de Júpiter y Saturno desde menos de 2:1 hasta más allá de 2:3, el rango donde ocurren los cruces de resonancia secular. Esta evolución de las órbitas de los planetas gigantes ha sido llamada escenario de Júpiter saltador, después de un proceso similar propuesto para explicar las órbitas excéntricas de algunos exoplanetas.

## Descripción
El escenario de Júpiter saltador reemplaza la suave separación de Júpiter y Saturno con una serie de saltos, evitando así el barrido de las resonancias seculares a través del sistema solar interno a medida que su índice de periodicidad pasa de 2:1 a 2:3. En este escenario, un gigante de hielo sería dispersado hacia adentro por Saturno en una órbita cruzada con la de Júpiter y luego arrastrado hacia afuera por Júpiter. El semieje mayor de la órbita de Saturno aumenta en el primer encuentro gravitatorio y el de Júpiter se reduce en el segundo, y el resultado neto es un aumento en su índice periódico. En simulaciones numéricas, el proceso puede ser mucho más complejo: mientras que la tendencia es que las órbitas de Júpiter y Saturno se separen, dependiendo de la geometría de los encuentros, los saltos individuales de los semiejes mayores de Júpiter y Saturno pueden ser hacia arriba o hacia abajo. Además de numerosos encuentros con Júpiter y Saturno, el gigante de hielo puede encontrar otro(s) gigante(s) de hielo y en algunos casos cruzar partes significativas del cinturón de asteroides. Los encuentros gravitacionales ocurren durante un período de 10.000-100.000 años, y finalizan cuando la fricción dinámica con el disco planetesimal amortigua la excentricidad del gigante de hielo, elevando su perihelio más allá de la órbita de Saturno; o cuando el gigante de hielo es expulsado del sistema solar. El escenario de Júpiter saltador ocurre en un subconjunto de simulaciones numéricas del modelo de Niza, incluyendo algunos elaborados para el procedimiento original del Modelo de Niza. Las posibilidades de que Saturno desplazara un gigante de hielo sobre una órbita de cruce con Júpiter, aumentan cuando la distancia inicial del gigante de hielo a Saturno es inferior a 3 UA, y con el cinturón planetesimal de unas 35-masas de la Tierra utilizada en el modelo original de Niza, generalmente conlleva la eyección del gigante de hielo.

## Quinto planeta gigante
La pérdida frecuente del planeta gigante que se encuentra con Júpiter en las simulaciones, ha llevado a algunos a proponer que el sistema solar primitivo comenzó con cinco planetas gigantes. En simulaciones numéricas del escenario de Júpiter saltador, el gigante de hielo es a menudo eyectado después de sus encuentros gravitatorios con Júpiter y Saturno, dejando un sistema planetario originalmente con cuatro planetas gigantes con tan solo tres. Aunque se comenzara a estabilizar los sistemas de cuatro planetas con un disco planetesimal de mayor masa, el disco masivo resultaba en una migración excesiva de Júpiter y Saturno después de los encuentros entre un gigante de hielo y Júpiter o impidió estos encuentros amortiguando las excentricidades. Este problema llevó a David Nesvorný a investigar sistemas planetarios comenzando con cinco planetas gigantes. Después de realizar miles de simulaciones, informó que las simulaciones que comenzaban con cinco planetas gigantes tenían 10 veces más probabilidades de reproducir las órbitas actuales de los planetas exteriores. Un estudio de seguimiento realizado por David Nesvorny y Alessandro Morbidelli buscó configuraciones resonantes iniciales que reprodujeran los semiejes mayores de los cuatro planetas exteriores, la excentricidad de Júpiter, y un salto de resonancka de <2:1 a >2:3 en la relación del período entre Júpiter y Saturno. Aunque menos del 1% de los mejores modelos de cuatro planetas cumplieron con estos criterios, aproximadamente el 5% de los mejores modelos de cinco planetas se juzgaron exitosos, con la excentricidad de Júpiter siendo la más difícil de reproducir. Un estudio separado de Konstantin Batygin y Michael Brown encontró similares probabilidades (4 % contra 3 %) de reproducir el sistema solar externo actual comenzando con cuatro o cinco planetas gigantes usando las mejores condiciones iniciales. Sus simulaciones difirieron en que el disco planetesimal se colocó cerca del planeta externo, resultando en un período de migración antes de que comenzaran los encuentros planetarios. Los criterios incluían reproducir las oscilaciones de las excentricidades de Júpiter y Saturno, un período en el que la excentricidad de Neptuno excediera 0,2 durante el que se capturaran los objetos del cinturón de Kuiper caliente clásico, y la retención de un clásico cinturón de Kuiper frío primordial, pero no el salto en la relación del período de Júpiter y Saturno.
Sus resultados también indican que si la excentricidad de Neptuno excedía 0.2, preservar un cinturón clásico frío puede requerir que el gigante de hielo sea expulsado en tan solo 10.000 años.

## Migración de Neptuno antes de la inestabilidad
La migración de Neptuno al disco planetesimal antes de que comiencen los encuentros planetarios permite a Júpiter retener una excentricidad significativa y limita su migración después de la eyección del quinto gigante de hielo. La excentricidad de Júpiter es excitada por cruces de resonancia y encuentros gravitacionales con el gigante de hielo y se amortigua debido a la fricción secular con el disco planetesimal. La fricción secular ocurre cuando la órbita de un planeta cambia repentinamente y da como resultado la excitación de las órbitas planetesimales y la reducción de la excentricidad e inclinación del planeta a medida que el sistema se relaja. Si los encuentros gravitacionales comienzan poco después de que los planetas abandonen su configuración multirresonante, esto deja a Júpiter con una pequeña excentricidad. Sin embargo, si Neptuno primero migra hacia afuera y perturba el disco planetesimal, su masa se reduce y las excéntricidades e inclinaciones de los planetesimales se excitan. Cuando los encuentros planetarios se desencadenan más tarde por un cruce de resonancias, esto disminuye el impacto de la fricción secular, lo que permite mantener la excentricidad de Júpiter. La masa más pequeña del disco también reduce la migración divergente de Júpiter y Saturno después de la eyección del quinto planeta. Esto puede permitir que la relación de períodos de Júpiter y Saturno salte más allá de 2:3 durante los encuentros planetarios sin exceder el valor actual, una vez que se elimina el disco planetasimal. Aunque esta evolución de las órbitas del planeta externo puede reproducir el sistema solar actual, no es el resultado típico en las simulaciones que comienzan con una distancia significativa entre el planeta externo y el disco planetesimal como en el modelo Niza 2. Una migración extendida de Neptuno en el disco planetesimal antes de que comiencen los encuentros planetarios puede ocurrir si el borde interno del disco estaba dentro de 2 UA de la órbita de Neptuno. Esta migración comienza poco después de que el disco protoplanetario se disipara, lo que resulta en una inestabilidad temprana, y es más probable si los planetas gigantes comenzaran en una cadena de resonancia 3:2, 3:2, 2:1, 3:2.
Una inestabilidad tardía podría producirse si Neptuno experimentase por primera vez una migración lenta impulsada por el polvo hacia un disco planetesimal más distante. Para que un sistema de cinco planetas permanezca estable durante 400 millones de años, el borde interno del disco planetesimal debe estar a varias UA más allá de la órbita inicial de Neptuno. Las colisiones entre planetesimales en este disco crean desechos que pulverizan en una cascada de colisiones. El polvo se desplaza hacia adentro debido a la resistencia de Poynting-Robertson, que eventualmente alcanza las órbitas de los planetas gigantes. Las interacciones gravitacionales con el polvo hacen que los planetas gigantes escapen de su cadena de resonancia aproximadamente 10 millones de años después de la disipación del disco de gas. Las interacciones gravitacionales resultan en una lenta migración de los planetas impulsada por el polvo hasta que Neptuno se acercase al borde interno del disco. A continuación, se produciría una migración más rápida de Neptuno hacia el disco por efecto de los planetesimales, hasta que las órbitas de los planetas se desestabilizaran después de un cruce de resonancias. La migración impulsada por el polvo requiere entre 7 y 22 masas de la Tierra, dependiendo de la distancia inicial entre la órbita de Neptuno y el borde interno del disco de polvo. La velocidad de la migración impulsada por el polvo disminuye con el tiempo a medida que disminuye la cantidad de polvo que encuentran los planetas. Como resultado, el momento de la inestabilidad es sensible a los factores que controlan la tasa de generación de polvo, así como a la distribución del tamaño y la fuerza de los planetesimales.

## Implicaciones para el primitivo sistema solar
El escenario de Júpiter saltador da como resultado una serie de diferencias con el modelo original de Niza.
La rápida separación de las órbitas de Júpiter y Saturno hace que las resonancias seculares crucen rápidamente hacia el sistema solar interior. La cantidad de asteroides eliminados del núcleo del cinturón de asteroides se reduce, dejando una extensión interna del cinturón de asteroides como la fuente dominante de impactadores rocosos. La probabilidad de preservar las bajas excentricidades de los planetas terrestres aumenta a más del 20 % en un modelo de Júpiter saltador seleccionado. Como la modificación de las órbitas en el cinturón de asteroides es limitada, su agotamiento y la excitación de sus órbitas deben haber ocurrido antes. Sin embargo, las órbitas de los asteroides se modifican lo suficiente como para desplazar la distribución orbital producida por un gran viraje hacia el cinturón de asteroides actual, para dispersar a las familias colisionales y para eliminar las lagunas fósiles de Kirkwood. El gigante de hielo que cruza el cinturón de asteroides permite que algunos planetesimales helados se implanten en el cinturón de asteroides interno.
En el sistema solar exterior, los planetesimales helados se capturan como troyanos de Júpiter cuando el semieje mayor de la órbita de Júpiter salta durante los encuentros con el gigante de hielo. Júpiter también captura satélites irregulares a través de tres interacciones gravitatorias durante estos encuentros. Las órbitas de los satélites regulares de Júpiter están perturbadas, pero en aproximadamente la mitad de las simulaciones permanecen en órbitas similares a las observadas. Los encuentros entre un gigante de hielo y Saturno perturban la órbita de Japeto y pueden ser responsables de su inclinación. La excitación dinámica del disco exterior por los objetos de Plutón y su masa inferior reduce el bombardeo de las lunas de Saturno. La inclinación de Saturno se adquiere cuando se captura en una resonancia de giro-órbita con Neptuno. Una migración lenta y prolongada de Neptuno en el disco planetesimal antes de que comiencen los encuentros planetarios, deja el cinturón de Kuiper con una amplia distribución de inclinación. Cuando el semieje mayor de Neptuno salta hacia afuera después de que encuentra los objetos gigantes de hielo capturados en resonancia 2:1 durante su escape de migración anterior, dejaría un grupo de objetos de baja inclinación con semiejes mayores similares. El salto hacia afuera también libera objetos de la resonancia 3:2, reduciendo el número de planetoides similares a Plutón con órbitas de baja inclinación que quedan al final de la migración de Neptuno.

### Bombardeo intenso tardío
La mayoría de los impactadores rocosos del bombardeo intenso tardío provienen de una extensión interna del cinturón de asteroides que produce una serie de colisiones más pequeña pero más duradera. La región más interna del cinturón de asteroides actualmente está escasamente poblada debido a la presencia de la resonancia secular ν6. Sin embargo, en el sistema solar primitivo, esta resonancia se encontraba en otro lugar y el cinturón de asteroides se extendía más hacia el interior, terminando en órbitas de cruce con Marte. Durante la migración del planeta gigante, la resonancia secular ν6 atravesó rápidamente el cinturón de asteroides y eliminó aproximadamente la mitad de su masa, mucho menos que en el modelo original de Niza. Cuando los planetas alcanzaron sus posiciones actuales, la resonancia secular ν6 desestabilizó las órbitas de los asteroides más interiores. Algunos de ellos ingresaron rápidamente en la órbita cruzada del planeta iniciando el bombardeo intenso tardío. Otros entraron en órbitas de inclinación más altas casi estables, produciendo más tarde una cola extendida de impactos, con un pequeño remanente sobreviviente como los asteroides Hungarias. El aumento de las excentricidades orbitales y las inclinaciones de los objetos desestabilizados también elevaron las velocidades de impacto, lo que provocó un cambio en el tamaño distribución de cráteres lunares, y en la producción de fusiones por impacto en el cinturón de asteroides. Se estima que los asteroides más internos (o cinturón E) produjeron nueve impactos formadores de cuencas en la Luna entre 4100 y 3700 millones de años atrás, con tres más desde el núcleo del cinturón de asteroides. Se cree que las cuencas prenectarias, parte del bombardeo intenso tardío en el Modelo de Niza original, se deben a los impactos de los planetesimales sobrantes del sistema solar interno.
La magnitud del bombardeo cometario también se reduce. La migración hacia el exterior de los planetas gigantes interrumpe el disco planetesimal externo, lo que hace que los planetesimales helados entren en órbitas de cruce con las de los planetas. Algunos de ellos son perturbados por Júpiter en órbitas similares a las de los cometas de la familia de Júpiter. Estos recorren una fracción significativa de sus órbitas cruzando el sistema solar interno, lo que aumenta la probabilidad de que impacten con los planetas terrestres y la Luna. En el modelo original de Niza esto da como resultado un bombardeo cometario con una magnitud similar al bombardeo de asteroides. Sin embargo, mientras que los bajos niveles de iridio detectados en rocas datadas de esta época han sido citados como evidencia de un bombardeo cometario, otra evidencia como la mezcla de elementos altamente siderófilos en rocas lunares, y proporciones de isótopos de oxígeno en los fragmentos de impacto no son consistentes con un bombardeo cometario. La distribución del tamaño de los cráteres lunares también es muy consistente con la de los asteroides, lo que lleva a la conclusión de que el bombardeo estuvo dominado por los asteroides. El bombardeo de los cometas pudo haber sido reducido por una serie de factores. La agitación de las órbitas por los objetos de Plutón excita las inclinaciones de las órbitas de los planetas helados, reduciendo la fracción de objetos que entran en órbitas de la familia Júpiter de 1/3 a 1/10. La masa del disco externo en el modelo de cinco planetas es aproximadamente la mitad que en el modelo original de Niza. Es posible que la magnitud del bombardeo se haya reducido aún más debido a que los planetesimales helados sufrieran una pérdida de masa significativa o se hubieran fraccionado al entrar en el sistema solar interior. La combinación de estos factores reduce la cuenca de impacto estimada más grande al tamaño del Mare Crisium, aproximadamente la mitad del tamaño de la cuenca del Mare Imbrium. La evidencia de este bombardeo puede haber sido destruida por los impactos posteriores de los asteroides.
Se han planteado varias cuestiones con respecto a la conexión entre el modelo de Niza y el bombardeo intenso tardío. Los recuentos de cráteres que usan datos topográficos del Orbitador de Reconocimiento Lunar encuentran un exceso de cráteres pequeños en relación con grandes cuencas de impacto, en comparación con la distribución de tamaños del cinturón de asteroides. Sin embargo, si el Cinturón E fue el producto de colisiones entre un pequeño número de grandes asteroides, puede haber tenido una distribución de tamaños que difiere de la del cinturón de asteroides con una fracción mayor de cuerpos pequeños. Un trabajo reciente ha encontrado que el bombardeo que se origina en la banda interna de los asteroides produciría solo dos cuencas lunares y sería insuficiente para explicar los estratos de esférulas de impacto antiguo. Por el contrario, sugiere que los desechos de un impacto masivo fueron la fuente, y señaló que esto coincidiría mejor con la distribución del tamaño de los cráteres de impacto. Un segundo trabajo coincide y encuentra que el cinturón de asteroides probablemente no fue la fuente del bombardeo tardío. Observando la falta de evidencia directa de cuerpos de impacto comentarios, propone que los planetesimales sobrantes fueron la fuente de la mayoría de los impactos y que la inestabilidad del modelo de Niza pudo haber ocurrido antes. Sin embargo, si se usa una ley de escalado de cráteres diferente, es más probable que se produjeran los impactos atribuidos al bombardeo intenso tardío y los cráteres de impacto más recientes.

### Planetas terrestres
Una migración de un planeta gigante en la que la proporción de los períodos de Júpiter y Saturno pasan rápidamente de menos de 2:1 a más de 2:3 puede dejar a los planetas terrestres con órbitas similares a sus órbitas actuales. Las excentricidades e inclinaciones de un grupo de planetas se pueden representar por el déficit de momento angular, una medida de las diferencias de sus órbitas respecto a órbitas coplanarias circulares. Un estudio de Brasser, Walsh y Nesvorny descubrió que cuando se utilizaba un modelo de Júpiter saltador seleccionado, el déficit de momento angular actual tiene una posibilidad razonable (~ 20 %) de reproducirse en simulaciones numéricas si el déficit de momento angular estaba inicialmente entre el 10 % y 70 % del valor actual. La órbita de Marte no se modifica en gran medida en estas simulaciones, lo que indica que su órbita inicial debe haber sido más excéntrica e inclinada que las de los otros planetas. El modelo de Júpiter saltador utilizado en este estudio no fue típico, sin embargo, se seleccionó de entre solo el 5 %, con Júpiter y la proporción del período de Saturno saltando a más de 2:3 mientras se reproducían otros aspectos del sistema solar exterior.
La tasa de éxito global de estos modelos con una inestabilidad tardía que reproduce tanto el sistema solar interior como el exterior es pequeña. Cuando Kaib y Chambers realizaron una gran cantidad de simulaciones comenzando con cinco planetas gigantes en una cadena de resonancia y Júpiter y Saturno en una resonancia de 3:2, el 85 % resultó en la pérdida de un planeta terrestre, menos del 5 % reproduce el déficit de momento angular actual y solo el 1 % reproduce tanto el déficit de momento angular como las órbitas de los planetas gigantes. Además de los cruces de resonancia secular, los saltos en la excentricidad de Júpiter cuando se encuentra con un gigante de hielo también pueden excitar las órbitas de los planetas terrestres. Esto los llevó a proponen que la migración del modelo de Niza ocurrió antes de la formación de los planetas terrestres y que el bombardeo pesado tardío tuvo otra causa. Sin embargo, la ventaja de una migración temprana se reduce significativamente por el requisito de que la relación del período Júpiter-Saturno supere 2:3 para reproducir el actual cinturón de asteroides.
El modelo de Júpiter saltador puede reproducir la excentricidad y la inclinación de la órbita de Mercurio. La excentricidad de Mercurio se excita cuando cruza una resonancia secular con Júpiter. Cuando se incluyen los efectos relativistas, la tasa de precesión de Mercurio es más rápida, lo que reduce el impacto de este cruce de resonancia y da como resultado una excentricidad más pequeña similar a su valor actual. La inclinación de Mercurio puede ser el resultado de este factor, o de Venus cruzando una resonancia secular con Urano.

### Cinturón de asteroides
La rápida travesía de resonancias a través del cinturón de asteroides puede dejar a su población y la distribución general de sus elementos orbitales conservada en gran medida. En este caso, el agotamiento del cinturón de asteroides debería de haber ocurrido antes, dada la mezcla de sus clases taxonómicas y la excitación de sus órbitas, produciendo una distribución de inclinaciones que alcanzaría un máximo de cerca de 10° y excentricidades en torno a un máximo de 0.1. Esta configuración pueden ser el producto del gran viraje de Júpiter, siempre que se elimine un exceso de asteroides de excentricidad superior debido a las interacciones con los planetas terrestres. La agitación gravitacional producida por protoplanetas incrustados en el cinturón de asteroides también podría producir su agotamiento, mezcla y excitación. Sin embargo, la mayoría, si no todos, de los embriones deben haberse perdido antes de la inestabilidad. Una mezcla de tipos de asteroides podría ser el producto de los asteroides dispersos en el cinturón durante la formación de los planetas. Un cinturón de asteroides inicialmente pequeño podría tener sus inclinaciones y excentricidades excitadas por resonancias seculares que saltasen a través del cinturón de asteroides si las órbitas de Júpiter y Saturno se volvían caóticas mientras estaban en resonancia.
Las órbitas de los asteroides podrían excitarse durante la inestabilidad si el gigante de hielo atravesó durante cientos de miles de años en una órbita cruzando la de Júpiter. Numerosos encuentros gravitacionales entre el gigante de hielo y Júpiter durante este período causarían variaciones frecuentes en el semieje mayor de Júpiter, su excentricidad y su inclinación. El forzamiento ejercido por Júpiter sobre las órbitas de los asteroides y los semiejes mayores donde era más fuerte, también variaría, provocando una excitación caótica de las órbitas de los asteroides que podría alcanzar o superar su nivel actual. Los asteroides de mayor excentricidad serían eliminados más tarde por los encuentros con los planetas terrestres. Las excentricidades de los planetas terrestres se excitan más allá de los valores actuales durante este proceso, sin embargo, requieren que la inestabilidad ocurra antes de su formación en este caso.
El barrido de resonancias y la penetración del gigante de hielo en el cinturón de asteroides resulta en la dispersión de las familias de asteroides colisionantes, formadas durante o antes del bombardeo intenso tardío. Las inclinaciones y excentricidades de una familia de colisión se dispersan debido a las resonancias seculares radicales, incluidas las resonancias de movimiento medias, con las excentricidades más afectadas. Perturbaciones por encuentros cercanos con el gigante de hielo resultarían en la diseminación de los semiejes mayores de las órbitas de las familias de asteroides. La mayoría de las familias de colisión se volverían entonces no identificables por técnicas como el método de agrupamiento jerárquico, los asteroides del tipo V que se originaran de los impactos en Vesta podrían dispersarse en el cinturón de asteroides medio y externo. Sin embargo, si el gigante de hielo pasó poco tiempo cruzando el cinturón de asteroides, algunas familias de colisión pueden seguir siendo reconocibles mediante la identificación de los patrones en forma de V en parcelas de semiejes mayores frente a la magnitud absoluta producida por el efecto Yarkovsky. La supervivencia de la familia de colisiones Hilda, un subconjunto del grupo de Hilda que pudo haberse formado durante el bombardeo intenso tardío debido a la baja tasa de colisión actual, puede deberse a su creación después de la captura de salto de Hilda en la resonancia de 3:2 cuando el gigante de hielo fue expulsado.
La agitación de los semiejes mayores por el gigante de hielo también puede eliminar los huecos fósiles de Kirkwood formados antes de la inestabilidad.
Los planetesimales del disco externo están incrustados en todas las partes del cinturón de asteroides, quedando como aerolitos de los tipos P y D. Mientras que las resonancias de Júpiter recorren el cinturón de asteroides, los planetesimales del disco exterior son capturados por sus resonancias internas, evolucionando a excentricidades inferiores mediante resonancias seculares y se liberan en órbitas estables a medida que las resonancias de Júpiter avanzan. Se implantan otros planetesimales en el cinturón de asteroides durante los encuentros con el gigante de hielo, ya sea directamente dejándolos con afelios más altos que el perihelio del gigante de hielo, o sacándolos de la resonancia. Los saltos en el semieje mayor de Júpiter durante sus encuentros con el gigante de hielo cambian las ubicaciones de sus resonancias, liberando algunos objetos y capturando otros. Muchos de los que quedan después de su salto final, junto con otros capturados por resonancias radicales cuando Júpiter migra a su ubicación actual, sobreviven como parte de poblaciones resonantes como Hildas, Thule y aquellos objetos en resonancia 2:1 originados en el cinturón de asteroides también se puede capturar en la resonancia 2:1,s junto con algunos de la población de Hilda. Las excursiones que el gigante de hielo hace en el cinturón de asteroides permiten que los planetesimales helados se implanten más adentro del cinturón de asteroides. Algunos alcanzan el cinturón de asteroides interno con un semieje mayor de menos de 2.5 UA. Algunos objetos más tarde derivan en resonancias inestables debido a la difusión o al efecto Yarkovsky y se convierten en objetos próximos a la Tierra, con el meteorito Tagish Lake representando un posible fragmento de un objeto que se originó en el disco planetesimal externo. Las simulaciones numéricas de este proceso pueden reproducir aproximadamente la distribución de los asteroides de tipo P y D y el tamaño de los cuerpos más grandes, con diferencias tales como un exceso de objetos menores de 10 km atribuidos a las pérdidas por colisiones o el efecto Yarkovsky, así como la evolución específica de los planetas en el modelo.

### Troyanos de Júpiter
La mayoría de los asteroides troyanos de Júpiter serían capturados en un salto poco después de un encuentro gravitacional entre Júpiter y un gigante de hielo. Durante estos encuentros, el semieje mayor de Júpiter pudo saltar hasta 0.2 UA, desplazando los puntos L4 y L5 radialmente, y liberando muchos troyanos de Júpiter previamente existentes. Los nuevos troyanos de Júpiter serían capturados de la población de planetesimales con semiejes mayores similares al nuevo semieje mayor de Júpiter. Los troyanos capturados tienen una amplia gama de inclinaciones y excentricidades, como resultado de su dispersión por los planetas gigantes mientras migraban desde su ubicación original en el disco externo. Algunos troyanos adicionales son capturados, y otros perdidos, durante cruces de resonancia débil cuando las regiones coorbitales se vuelven temporalmente caóticos. Después de sus encuentros finales con Júpiter, el gigante de hielo puede pasar a través de uno de los enjambres de los troyanos de Júpiter, dispersando a muchos y reduciendo su población. En las simulaciones, la distribución orbital de los troyanos de Júpiter capturados y la asimetría entre las poblaciones L4 y L5 es similar a la del sistema solar actual y es en gran medida independiente del historial de encuentros con Júpiter. Las estimaciones de la masa del disco planetesimal requerida para la captura de la población actual de troyanos de Júpiter varían entre 15 y 20 masas terrestres, lo que concuerda con la masa requerida para reproducir otros aspectos del sistema solar exterior.

### Satélites irregulares

Satélites irregulares de Júpiter

Júpiter captura una población de satélites irregulares y aumenta el tamaño relativo de la población de Saturno. Durante los encuentros gravitacionales entre planetas, las órbitas hiperbólicas de los planetesimales desatados alrededor de un planeta gigante están perturbadas por la presencia del otro. Si la geometría y las velocidades son correctas, estas interacciones de tres cuerpos dejan al planetesimal en una órbita ligada al momento en el que los planetas se separan. Aunque este proceso es reversible, los satélites débilmente unidos, incluidos los posibles satélites primordiales, también pueden escapar durante estos encuentros. Sin embargo, los satélites firmemente unidos permanecen y el número de satélites irregulares aumenta en una serie de encuentros. Después de los encuentros, los satélites con inclinaciones entre 60° y 130° se pierden debido a la resonancia de Kozai y los satélites más distantes se pierden debido a la resonancia de eyección. Las colisiones entre los satélites resultan en la formación de familias, en una pérdida significativa de masa, y en un desplazamiento de su distribución de tamaño. Las poblaciones y órbitas de los satélites irregulares de Júpiter capturados en simulaciones son en gran parte consistentes con las observaciones. Himalia, que tiene un espectro similar a los asteroides en el centro del cinturón de asteroides, es algo mayor que el más grande capturado en las simulaciones. Si fue un objeto primordial, sus probabilidades de sobrevivir a la serie de encuentros gravitacionales van desde 0.01 a 0.3, con las probabilidades disminuyendo a medida que el número aumenta. Saturno tiene encuentros más frecuentes con el gigante de hielo en el escenario de Júpiter astador, y Urano y Neptuno tienen menos encuentros si ese fue un quinto planeta gigante. Esto aumenta el tamaño de la población de Saturno en relación con Urano y Neptuno en comparación con el modelo original de Niza, lo que produce una coincidencia más cercana con las observaciones.

### Satélites regulares
Las órbitas de los satélites regulares de Júpiter pueden permanecer dinámicamente inalteradas a pesar de los encuentros entre los planetas gigantes. Los encuentros gravitacionales entre planetas perturban las órbitas de sus satélites, incrementando las inclinaciones y las excentricidades, así como alterando los semiejes mayores. Si estos encuentros llevaran a resultados inconsistentes con las observaciones, por ejemplo, colisiones entre las eyecciones de satélites o la interrupción de la resonancia orbital de las lunas de Júpiter Io, Europa y Ganímedes, esto podría proporcionar evidencia contra los modelos de Júpiter saltador. En las simulaciones, se encontró que las colisiones entre los satélites o su eyección eran poco probables, lo que requería que un gigante de hielo se aproximara a 0,02 UA de Júpiter. Los encuentros más distantes que interrumpieran la resonancia de Laplace fueron más comunes, aunque las interacciones de las mareas a menudo conducen a su recaptura. Una prueba sensible de los modelos de Júpiter saltador es la inclinación de la órbita de Calisto, que no está amortiguada por las interacciones de las mareas. La inclinación de Calisto permaneció pequeña en seis de diez modelos de cinco planetas probados en un estudio (incluyendo algunos donde Júpiter adquirió satélites irregulares consistentes con las observaciones), y en otro encontraron la probabilidad de que Júpiter eyectara un quinto planeta gigante mientras dejaba la órbita de Calisto dinámicamente inalterada en un 42 % de los casos. Calisto también es poco probable que haya formado parte de la resonancia de Laplace, porque los encuentros que lo elevan a su órbita actual lo dejarían con una inclinación excesiva.
Los encuentros entre planetas también perturban las órbitas de las lunas de los otros planetas exteriores. La luna de Saturno, Japeto, podría haber estado con su inclinación actual, si la aproximación más cercana al gigante de hielo se produjera por fuera del plano del ecuador de Saturno. Si Saturno adquirió su inclinación antes de los encuentros, la inclinación de Jápeto también podría ser excitada debido a los múltiples cambios de su semieje mayor, porque la inclinación del plano de Laplace de Saturno variaría con la distancia desde Saturno. En las simulaciones, Jápeto resultó con su inclinación actual en cinco de diez de los modelos de Júpiter saltador probados, aunque tres lo dejaron con excesiva excentricidad. La preservación de la pequeña inclinación de Oberón favorece a los modelos de cinco planetas, con solo unos pocos encuentros entre Urano y un gigante de hielo, en modelos de cuatro planetas en los que Urano se encuentra con Júpiter y Saturno. La baja inclinación de la luna de Urano, Oberón, de 0.1°, se conservó en nueve de cada diez de los modelos con cinco planetas, mientras que su preservación fue poco probable en los modelos con cuatro planetas. Los encuentros entre planetas también pueden ser responsables de la ausencia de satélites regulares de Urano más allá de la órbita de Oberón.
La pérdida de hielo de los satélites internos debido a los impactos se reduce. Numerosos impactos de planetesimales en los satélites de los planetas exteriores ocurren durante el bombardeo intenso tardío. En el bombardeo predicho por el modelo original de Niza, estos impactos generan suficiente calor como para vaporizar los hielos de Mimas, Encélado y Miranda. El cinturón planetesimal de masa más pequeña en los modelos de cinco planetas reduce este bombardeo. Además, la agitación gravitacional de los objetos de Plutón en el modelo de Niza 2 excita las inclinaciones y excentricidades de los planetesimales. Esto aumenta sus velocidades en relación con los planetas gigantes, disminuyendo la efectividad del enfoque gravitatorio, reduciendo así la fracción de planetesimales que impactarían con los satélites internos. Combinados, estos factores reducen el bombardeo en un orden de magnitud. Las estimaciones de los impactos sobre Jápeto son también menores al 20 % de las del modelo original de Niza.
Algunos de los impactos son catastróficos y provocan la desaparición de los satélites internos. En el bombardeo del modelo original de Niza, esto puede provocar la eliminación de varios de los satélites de Saturno y de Urano. Una reducción de orden de magnitud en el bombardeo evita la destrucción de Dione y Ariel; pero Miranda, Mimas, Encélado y tal vez Tethys todavía se verían afectados. Estos pueden ser satélites de segunda generación formados por la reacreción de satélites destruidos. En este caso, no se esperaría que Mimas fuese diferente, y la baja densidad de Tethys puede deberse a que se formaría principalmente a partir del manto de un progenitor desaparecido. Alternativamente, pueden haberse acumulado a partir de un anillo masivo, o incluso tan recientemente como hace 100 millones de años después de que la última generación de lunas se destruyera debido a una inestabilidad orbital.

### El planeta gigante se inclina
Las inclinaciones de Júpiter y Saturno pudieron ser producidas por resonancias con sus órbitas de giro. Una resonancia de giro orbital ocurre cuando la frecuencia de precesión del eje de giro de un planeta coincide con la frecuencia apsidal del nodo ascendente del otro planeta. Estas frecuencias varían durante la migración planetaria con los semiejes principales de los planetas y la masa del disco planetesimal. La pequeña inclinación de Júpiter puede deberse a un cruce rápido de una resonancia de giro orbital con Neptuno, mientras que la inclinación de Neptuno fue pequeña, por ejemplo, durante su migración inicial antes de que comenzaran los encuentros planetarios. Alternativamente, si ese cruce ocurrió cuando el semieje mayor de Júpiter variaba durante su salto, esto puede justificar su proximidad actual con la resonancia de giro orbital con Urano. La gran inclinación de Saturno se produciría si se capturara en una resonancia de giro orbital con Neptuno cuando este último se aproximase lentamente a su órbita actual al final de la migración. Las inclinaciones finales de Júpiter y Saturno son muy sensibles a las posiciones finales de los planetas: la inclinación de Júpiter sería mucho mayor si Urano migrara más allá de su órbita actual, la de Saturno sería mucho menor si la migración de Neptuno terminara antes o si el cruce de resonancia fuera más rápido. Incluso en simulaciones donde la posición final de los planetas gigantes es similar a la del sistema solar actual, las inclinaciones de Júpiter y Saturno se reproducen en menos del 10 % de los casos.

### Cinturón de Kuiper
Una migración lenta de Neptuno cubriendo varias UA resulta en un cinturón de Kuiper con una amplia distribución de inclinación. A medida que Neptuno migra hacia el exterior, dispersa muchos objetos del disco planetesimal en órbitas con semiejes mayores más grandes. Algunos de estos planetesimales son capturados en resonancias de movimiento medio con Neptuno. Mientras están en una resonancia de movimiento medio, sus órbitas pueden evolucionar a través de procesos como el mecanismo de Kozai, reduciendo sus excentricidades y aumentando sus inclinaciones; o a través de resonancias apicales y nodales, que alteran las excentricidades e inclinaciones, respectivamente. Los objetos que alcanzan órbitas de alto perihelio de baja excentricidad pueden escapar de la resonancia media y quedar atrás en órbitas estables a medida que la migración de Neptuno continúa. La distribución de inclinación de los objetos del cinturón de Kuiper clásico caliente se reproduce mejor en simulaciones numéricas donde Neptuno migra sin problemas desde 24 UA a 28 UA con una escala de tiempo exponencial de 10 millones de años antes de saltar hacia afuera cuando se encuentra con un quinto planeta gigante y con una escala de tiempo exponencial de 30 millones de años a partir de entonces. La lentitud y la distancia extendida de esta migración proporcionan tiempo suficiente para inclinarse antes de que las resonancias alcancen la región del cinturón de Kuiper donde se capturan los objetos clásicos calientes y luego se depositan. Si Neptuno alcanza una excentricidad mayor a 0.12 después de su encuentro con el quinto planeta gigante, los objetos calientes del cinturón de Kuiper también pueden capturarse debido a la resonancia secular, que hace que las excentricidades de los objetos oscilen, permitiendo que algunos alcancen órbitas de excentricidades más pequeñas que se vuelven estables una vez que la órbita de Neptuno alcanza una baja excentricidad.
Los objetos que permanecen en movimientos de resonancia media al final de la migración de Neptuno forman las poblaciones resonantes como los plutinos. La migración lenta permite que estos objetos alcancen grandes inclinaciones antes de su captura y que evolucionen a excentricidades más bajas sin escapar de la resonancia. Pocos objetos de baja inclinación que se asemejan a los objetos clásicos fríos permanecen entre los plutinos al final de la migración de Neptuno. El salto hacia afuera en el semieje mayor de Neptuno libera los objetos de baja excentricidad y de baja inclinación capturados cuando la resonancia 3:2 de Neptuno se extendió inicialmente hacia afuera. Posteriormente, sus capturas se evitan en gran medida debido a la excitación de inclinaciones y excentricidades a medida que las resonancias seculares avanzan lentamente por delante de él. El número de planetesimales con semieje mayor inicial por encima de 30 UA debe haber sido pequeño, para evitar un exceso de objetos en Neptuno con resonancias 5:4 y 4:3.
Los encuentros entre Neptuno y los objetos con la masa de Plutón reducen la fracción de objetos del cinturón de Kuiper en resonancia. Los cambios de velocidad durante los encuentros gravitacionales con planetesimales que impulsan la migración de Neptuno causan pequeños saltos en su semieje mayor, produciendo una migración que es puntuada en lugar de suave. Las ubicaciones cambiantes de las resonancias producidas por esta migración aproximada aumentan las amplitudes de libración de los objetos resonantes, haciendo que muchos se vuelvan inestables y escapen de las resonancias. La proporción observada de objetos clásicos calientes a plutinos se reproduce mejor en simulaciones que incluyen entre 1000 y 4000 objetos de Plutón (es decir, grandes planetas enanos) o alrededor de 1000 cuerpos el doble de masivos que Plutón, que constituyen el 10-40% del disco planetesimal masivo (con una masa de 20 Tierras), con aproximadamente el 0.1 % de este disco inicial restante en varias partes del cinturón de Kuiper. La migración puntuada también reduce el número de plutinos en relación con objetos en las resonancias 2:1 y 5:2 con Neptuno, y da como resultado una población de plutinos con una distribución más estrecha de amplitudes de libración. Una gran cantidad de objetos similares a Plutón requiere que la distribución del tamaño del cinturón de Kuiper tenga desviaciones múltiples con un gradiente constante.
El núcleo del cinturón de Kuiper frío se queda atrás cuando Neptuno se encuentra con el quinto planeta gigante. Consiste en una concentración de objetos del cinturón de Kuiper con pequeñas excentricidades e inclinaciones, y con semiejes mayores de 44-44.5 UA identificados por el Muestreo del Plano Eclíptico Canadá-Francia. Cuando Neptuno migra hacia afuera, los objetos de baja excentricidad y de baja inclinación son capturados por su resonancia de movimiento medio 2:1. Estos objetos se llevan hacia afuera en esta resonancia hasta que Neptuno alcanza 28 UA. En este momento Neptuno se encuentra con el quinto gigante de hielo, que ha sido dispersado por Júpiter. El encuentro gravitatorio hace que el semieje principal de Neptuno saltase hacia afuera. Los objetos que estaban en resonancia 2:1, sin embargo, permanecen en sus órbitas anteriores y se quedan atrás a medida que la migración de Neptuno continúa. Esos objetos que se han desplazado una distancia corta tienen pequeñas excentricidades y se agregan a la población local del núcleo del cinturón de Kuiper clásico frío. Otros que han recorrido distancias más largas quedan con sus excentricidades excitadas durante este proceso. Mientras que la mayoría de estos se liberan en órbitas de excentricidad más altas, algunos tienen sus excentricidades reducidas debido a una resonancia secular dentro del valor 2:1 y liberados como parte del núcleo o antes debido a la migración puntuada de Neptuno. Entre estos se encuentran objetos de regiones no ocupadas más tiempo por objetos dinámicamente fríos que se formaron in situ, como entre 38 y 40 UA. El empuje en resonancia permite que estos elementos de color neutro o "azul" se implanten sin encontrar a Neptuno. El núcleo también se ha reproducido en una simulación en la que se produjo una inestabilidad más violenta sin una migración previa de Neptuno, quedando el disco truncado en ~ 44.5 UA.
Las bajas excentricidades e inclinaciones de los objetos del cinturón clásico frío ponen algunas restricciones a la evolución de la órbita de Neptuno. Serían preservadas si la excentricidad y la inclinación de Neptuno después de su encuentro con otro gigante de hielo se mantuviera pequeña (e < 0.12 e i < 6°) o cambiase rápidamente. Esta restricción puede relajarse un poco si la precesión de Neptuno es rápida debido a interacciones fuertes con Urano o con un disco de alta densidad superficial. Esta es una combinación que puede permitir la reproducción del cinturón clásico frío incluso en simulaciones con inestabilidades más violentas. Si la tasa de precesión rápida de Neptuno cae temporalmente, puede formarse una "cuña" de objetos carentes de excentricidad más allá de 44 UA. La apariencia de esta cuña puede también ser reproducida si el tamaño de los objetos inicialmente situados a más de 45 UA disminuyese con la distancia. Un período más prolongado de la lenta precesión de Neptuno podría permitir que objetos de baja excentricidad permaneciesen en el cinturón clásico frío si su duración coincide con la de las oscilaciones de las excentricidades de los objetos. Un barrido lento de resonancias, con una escala de tiempo exponencial de 100 millones de años, mientras Neptuno tiene una excentricidad modesta que puede eliminar los objetos de baja inclinación de excentricidad más alta, truncando la distribución de excentricidad de los objetos del cinturón clásico frío y dejando un paso cerca de la posición actual de la resonancia 7:4 de Neptuno.

### Disco disperso
En el disco disperso, una migración lenta y puntual de Neptuno deja objetos separados con perihelios mayores a 40 UA agrupados cerca de sus resonancias. Los planetesimales diseminados hacia fuera por Neptuno se capturan en resonancias, evolucionan hacia órbitas de inclinación más alta y excentricidad inferior, y se liberan en órbitas de perihelios superiores estables. Más allá de 50 UA este proceso requiere una migración más lenta de Neptuno para que el perihelio se eleve por encima de 40 UA. Como resultado, en el disco disperso, los objetos de alto perihelio remanente se dejan atrás solo durante las últimas partes de la migración de Neptuno, produciendo agrupaciones cortas (o dedos) en un diagrama que represente la excentricidad contra el semieje mayor, cerca pero justo dentro de la corriente de las ubicaciones de las resonancias de Neptuno. El alcance de estos trayectos depende de la escala de tiempo de la migración de Neptuno y se extiende más hacia el interior si la escala de tiempo es más larga. La liberación de estos objetos de la resonancia se ve favorecida por una gran migración de Neptuno que puede ser necesaria para que un objeto como 2004 XR190 haya escapado de la resonancia 8:3 de Neptuno. Si el encuentro con el quinto planeta deja a Neptuno con una gran excentricidad, -los ejes principales de los objetos de perihelio alto se distribuirían más simétricamente sobre las resonancias de Neptuno, a diferencia de los objetos observados por OSSOS.
La dinámica del disco disperso que deja la migración de Neptuno varía con la distancia. Durante la migración de Neptuno hacia el exterior, muchos objetos se dispersan en órbitas con semiejes mayores por encima de 50 AU. Al igual que en el cinturón de Kuiper, algunos de estos objetos son capturados y permanecen en resonancia con Neptuno, mientras que otros escapan de la resonancia en órbitas estables después de elevar su perihelio. Otros objetos con perihelio cerca de Neptuno también permanecen al final de la migración de Neptuno. Las órbitas de estos objetos dispersos varían con el tiempo a medida que continúan interactuando con Neptuno, y algunos de ellos ingresan en órbitas cruzando las de otros planetas, convirtiéndose brevemente en centauros o cometas antes de ser expulsados del Sistema Solar. Aproximadamente el 80 % de los objetos entre 50 y 200 UA tienen órbitas estables, resonantes o separadas, con semiejes mayores que varían menos de 1.5 UA cada mil millones de años. El 20 % restante está dispersando activamente objetos con semiejes mayores que varían significativamente debido a las interacciones con Neptuno. Más allá de 200 UA la mayoría de los objetos en el disco disperso se esparcen activamente. La masa total depositada en el disco disperso es aproximadamente el doble que la del cinturón de Kuiper clásico, con aproximadamente el 80 % de los objetos que sobreviven hasta el presente con semiejes mayores de menos de 200 UA. Los objetos desprendidos de menor inclinación se vuelven más escasos al aumentar el semieje mayor, posiblemente debido a resonancias medias de movimiento estables, o a la resonancia de Kozai dentro de estas resonancias, lo que requiere una inclinación mínima que aumenta con el semieje mayor.

### Nube del planeta Nueve
Si el hipotético planeta Nueve existe y estuvo presente durante la migración del planeta gigante, se formaría una nube de objetos con semiejes mayores similares. Los objetos diseminados hacia semiejes mayores de más de 200 UA tendrían su perihelio elevado por los efectos dinámicos del planeta Nueve, que los desvincula de la influencia de Neptuno. Los semiejes mayores de los objetos controlados dinámicamente por el Planeta Nueve se centrarían en su semieje mayor, que oscilaría entre 200 UA y ~ 2000 UA, y la mayoría de los objetos tienen semiejes mayores que el del Planeta Nueve. Sus inclinaciones serían aproximadamente isotrópicas, que van hasta 180 grados. El perihelio de estos objetos circularía durante períodos de más de 100 millones de años, devolviendo a muchos a la influencia del Neptuno. La masa estimada restante en el momento actual es 0.3 - 0.4 masas de la Tierra.

### Nube de Oort
Algunos de los objetos diseminados en órbitas muy distantes durante la migración del planeta gigante serían capturados en la nube de Oort. La nube exterior de Oort, con semieje mayor de más de 20.000 UA, se forma rápidamente a medida que la marea galáctica extiende el perihelio del objeto más allá de las órbitas de los planetas gigantes. La nube interna de Oort se forma más lentamente, desde el exterior hacia dentro, debido al efecto más débil de la marea galáctica sobre los objetos con semiejes mayores más pequeños. La mayoría de los objetos capturados en la nube exterior de Oort son esparcidos por Saturno, sin encontrarse con Júpiter, y algunos están dispersos hacia afuera por Urano y Neptuno. Los capturados en la nube interna de Oort son principalmente dispersados por Neptuno. Aproximadamente el 6.5 % de los planetesimales más allá de la órbita inicial de Neptuno, sumando aproximadamente 1.3 masas de la Tierra, son capturados en la nube de Oort con aproximadamente el 60 % en la nube interna.
Los objetos también pueden haber sido capturados anteriormente y de otras fuentes. Cuando el sol completó su nacimiento, los objetos del cúmulo pudieron haber sido capturados en la nube de Oort desde otras estrellas. Si el disco de gas se extendía más allá de las órbitas de los planetas gigantes cuando despejaban sus vecindarios, los objetos del tamaño de un cometa se ralentizarían alcanzando la nube de Oort. Sin embargo, si Urano y Neptuno se formaron más tarde, algunos de los objetos despejados de su vecindad después de disiparse el disco de gas pudieron ser capturados en la nube de Oort. Si el Sol estaba en su etapa de nacimiento en este momento, o durante la migración planetaria si hubiera ocurrido en estados tempranos, la nube de Oort formada sería más compacta.